# 합천 나들목
합천 나들목(Hapcheon IC)은 경상남도 합천군 대양면 양산리와 덕정리에 걸쳐 설치될 예정인 함양울산고속도로의 교차로이다. 2026년 12월에 개통될 예정이다.

## 역사
- 2017년 6월 19일 : 2026년까지 나들목 신설을 위해 합천군 도시계획시설 교통광장에 대양면 양산리, 덕정리 일원을 고시[1]

## 구조물 정보
- 위치 : 경상남도 합천군 대양면 양산리, 덕정리

## 접속하는 노선
- 국도 제33호선 (합천대로)